# Simon Lundevall
Simon Lundevall (sinh ngày 23 tháng 9 năm 1988) là một cầu thủ bóng đá người Thụy Điển thi đấu cho IF Elfsborg ở vị trí tiền vệ.